# Фреатомагматичне виверження

Структура фреатико-магматичного виверження:
1) Шлейф водяної пари; 2) вулканічна бомба; 3) камін; 4) вулканічний конус; 5) геологічні товщі; 6) водоносний шар; 7) фреатико-магматичний вибух; 8) магматична камера.

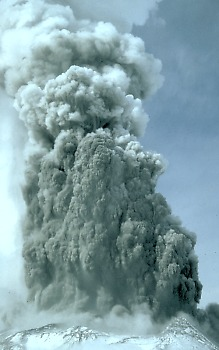
Фреатомагматичне виверження на вершині гори Сент-Геленс у штаті Вашингтон, США.

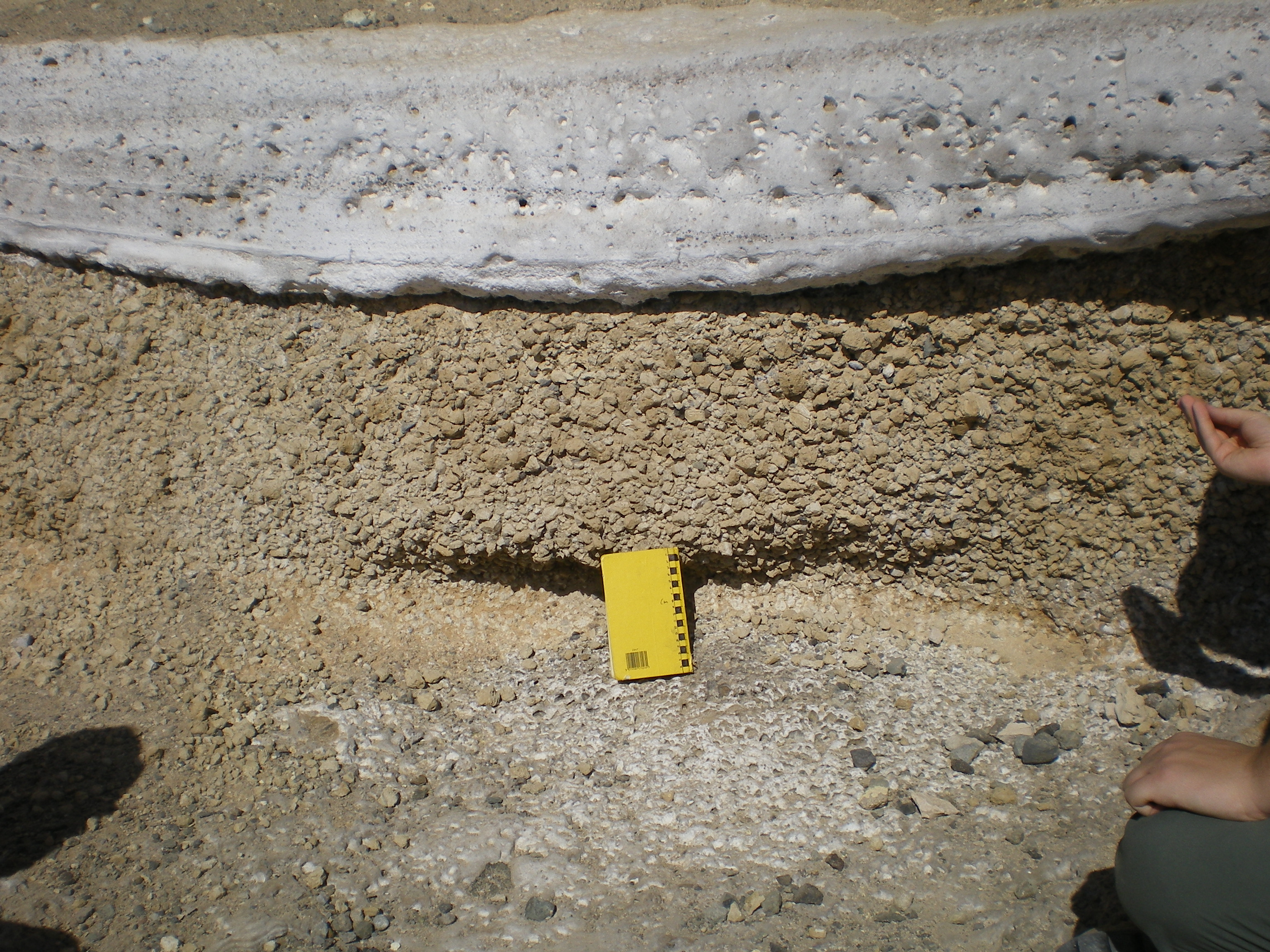
Відклади попелу фреатомагматичного походження, що перекривають осади магматичного походження

Фреатико-магматичне виверження — це виверження вулкана зі взаємодією магми та води. Відрізняється від виключно магматичного або фреатичного виверження; на відміну від фреатичних вивержень, продукти фреатомагматичного виверження містять ejecta detritici. Зазвичай велике вибухове виверження має магматичні та фреатико-магматичні компоненти.

## Механізм
Існує кілька теорій щодо механізмів утворення зольних відкладень. Найвідоміша теорія передбачає теплове стискання частинок під час швидкого охолодження внаслідок контакту з водою. Часто контакт магми з водою відбувається в морі, як у випадку з ісландським вулканічним островом Суртсей. В інших випадках контакт відбувається з озерною водою, як це сталося на Санторіні, де фреатико-магматичний компонент мінойського виверження був результатом як морської води, так і озера, що утворилося в кратері вулкана. Існують також фреатико-магматичні виверження внаслідок взаємодії з водоносними горизонтами.
Інша теорія включає в себе моделі реакцій на взаємодії між гарячим і охолоджуючим середовищем, розробленими в ядерній промисловості. Фрагменти гарячого середовища (у даному випадку магми) при контакті з охолоджуючим середовищем (море, озеро, водоносний горизонт) поширюють хвилі теплового скорочення, які створюють тріщини в магмі, що збільшують поверхню взаємодії, що призводить до дуже швидкого охолодження. Однак ці два механізми подібні й можуть відбуватися одночасно.